# Platycheirus cintoensis
Platycheirus cintoensis är en tvåvingeart som först beskrevs av Goot 1961.  Platycheirus cintoensis ingår i släktet fotblomflugor, och familjen blomflugor.
Artens utbredningsområde är Frankrike. Inga underarter finns listade i Catalogue of Life.